# James Dellet

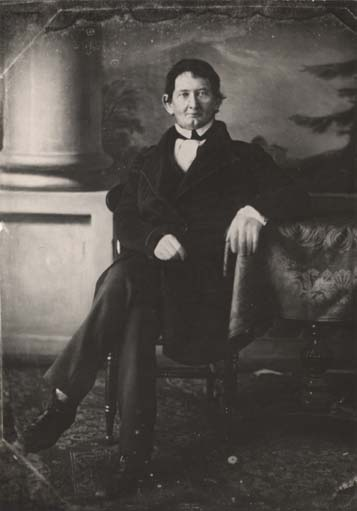
James Dellet

James Dellet (* 18. Februar 1788 in Camden, New Jersey; † 21. Dezember 1848 in Claiborne, Alabama) war ein US-amerikanischer Rechtsanwalt und Politiker (Whig Party).

## Werdegang
James Dellet zog 1800 mit seinen Eltern nach Columbia (South Carolina). Dort graduierte er 1810 an der University of South Carolina. Er studierte Jura und praktizierte nach Erhalt seiner Zulassung 1813 als Anwalt. Dellet zog 1818 nach Alabama, wo er sich in der Ortschaft Claiborne im Monroe County niederließ und weiter als Anwalt tätig war. Er wurde 1819 in das erste Repräsentantenhaus von Alabama gewählt und bekleidete dort ebenfalls den Posten als Speaker. Dann wurde er 1821 und 1825 in das Unterhaus wiedergewählt. Dellet kandidierte 1833 erfolglos für einen Sitz für den Kongress der Vereinigten Staaten. Er wurde erst in den 26. US-Kongress gewählt, wo er vom 4. März 1839 bis zum 3. März 1841 tätig war. Dellet wurde in den 28. US-Kongress wiedergewählt, wo er vom 4. März 1843 bis zum 3. März 1845 verblieb. Danach nahm er seiner Tätigkeit als Anwalt wieder auf und ging ebenfalls landwirtschaftlichen Arbeiten nach.